# Ghiro (personaggio)
Il Ghiro è un personaggio del romanzo Le avventure di Alice nel Paese delle Meraviglie di Lewis Carroll.

## Il personaggio
Il Ghiro è il terzo invitato al tea party tra la Lepre Marzolina e il Cappellaio Matto; tuttavia passa gran parte del suo tempo a sonnecchiare, tanto che gli altri due lo usano come cuscino per appoggiarci i gomiti. Dopo l'arrivo di Alice, ogni tanto il Ghiro si sveglia per dire alcune frasi all'apparenza nonsense:
A un certo punto racconta anche la storia di tre giovani sorelle che vivono in un pozzo di melassa, vivono di melassa e disegnano immagini di cose che iniziano con "M". L'ultima volta che Alice lo vede, il Cappellaio e la Lepre lo stanno infilando in una teiera.
Più tardi appare, altrettanto assonnato, al processo del Fante di Cuori, dove la Regina di Cuori lo fa zittire violentemente per aver gridato che le crostate sono fatte di melassa.

## Analisi
Come il Cappellaio e la Lepre Marzolina simboleggiano la borghesia dell'era vittoriana, così il Ghiro incarna la gentry, la borghesia contadina che viene vista con disprezzo dagli strati sociali più alti. Il suo sonno perenne può rimandare alla stanchezza del duro lavoro (che gli altri due non conoscono), oppure simboleggiare la disattenzione dei piccolo-borghesi di fronte agli abusi subiti: non è un caso che il Cappellaio e la Lepre approfittino del suo sonno per appoggiarvisi addosso o per tentare di rinchiuderlo nella teiera, quasi a volerlo sopprimere; lo stesso farà la Regina qualche capitolo dopo, a quello che lei interpreta come un minimo cenno di dissenso.
Martin Gardner suggerisce che la figura del Ghiro sia da mettere in relazione a quella del Dodo visto qualche capitolo prima, nel quale Carroll aveva celato sé stesso: il Ghiro sarebbe quindi una personificazione dell'autore, e il suo sonno rappresenterebbe il distacco che Carroll provava nei confronti della società. La storia narrata dal Ghiro ha come protagoniste tre bambine che, in originale, portano i nomi di Elsie, Lacie e Tillie; si tratta di diretti riferimenti ad Alice Liddell e le sue sorelle: Elsie si pronuncia el-si, ossia la fonetica delle due lettere L e C, le iniziali di Lorina Charlotte Liddell; Lacie è l'anagramma grafico di Alice e Tillie è il diminutivo di Mathilda, secondo nome di Edith, la terza e ultima sorella Liddell. Anche questo è da mettere in parallelo con la presenza, accanto al Dodo e ad Alice nel capitolo precedente, di un pappagallo (in inglese Lory, diminutivo di Lorina) e di un aquilotto (Eaglet, semi-omofono di Edith).
Nella storia del Ghiro, le tre bambine vivono in fondo a un pozzo, ne attingono melassa e imparano a disegnare cose che iniziano con la lettera M: l'intero racconto è di difficile traduzione in italiano a causa dei molti giochi di parole, cosa che tuttavia fa perdere gran parte del senso nelle edizioni nostrane. Pozzo in inglese si dice well, che significa anche bene, benessere; la melassa è invece una traduzione di treacle, che vuol dire anche cataplasma, farmaco. Dunque le bambine vivono nel benessere poiché estraggono farmaci dal pozzo: questo è un riferimento al pozzo miracoloso di Santa Fridesvida, la cui storia è narrata in una verata della Christ Church Cathedral a Oxford. Disegnare, infine, in inglese si dice to draw, che significa anche estrarre: le tre sorelle imparano dunque a "estrarre" dal pozzo quanto serve loro per poter vivere, sovrapponendo l'azione a un'attività tipica dell'età infantile. L'iniziale delle cose che estraggono è M, che in inglese si pronuncia em, come l'interiezione ehm che esprime dubbio e incertezza; in altre parole, le tre bambine sono impegnate nel proprio percorso di crescita, superando i propri dubbi e la propria ignoranza.
Va in ogni caso notato che il ghiro era un popolare animaletto da compagnia per i bambini dell'età vittoriana, e che era uso comune tenerli dentro vecchie teiere riempite di paglia .

## Versione Disney
Il personaggio appare anche nel film Disney Alice nel Paese delle Meraviglie. Come nel libro, è assonnato e pigro, ma a differenza del libro, canta Sbatti gli occhi, piccioncino invece di raccontare la sua storia sulle tre sorelle. Si fa prendere dal panico alla menzione della parola "gatto", e ha bisogno di spalmarsi della marmellata sul naso per calmarsi. Questo accade per la prima volta quando Alice parla del suo gatto Oreste, facendo sì che la Lepre Marzolina e il Cappellaio Matto lo inseguano per somministrargli la marmellata.
Il Ghiro appare in seguito come testimone al processo di Alice. Quando Alice fa notare che lo Stregatto è sulla corona della Regina di Cuori, la Regina di Cuori grida la parola "gatto", causando il panico nel Ghiro, con la Lepre Marzolina, il Cappellaio Matto e il Re di Cuori che corrono in giro cercando di catturarlo, con risultati comici.
Nell'adattamento italiano il Ghiro viene chiamato Toperchio, poiché abita in una teiera e ne usa il coperchio come copricapo.
Nel remake di Tim Burton il ghiro è una femmina di nome Mullympkun.